# Reg Strikes Back
Reg Strikes Back (englisch für: „Reg schlägt zurück“) ist das 21. Studioalbum des britischen Musikers Elton John.

## Hintergrund
Erschienen 1988, war es nach eigenen Angaben sein Comeback-Album und seine Art, gegen die negative Presse anzukämpfen. Der „Reg“ im Titel Reg Strikes Back bezieht sich auf Elton Johns Geburtsnamen, Reginald Kenneth Dwight. Es war das erste Studioalbum nach Elton Johns Stimmbandoperation im Vorjahr. Die Plattencover von Album und erster Singleauskopplung zeigen Gegenstände aus Elton Johns Kostüm- und Kuriositäten-Sammlung, die dieser im selben Jahr bei Sotheby’s hatte versteigern lassen.
Die Titel I Don't Wanna Go On With You Like That und A Word in Spanish erreichten in den Billboard Hot 100 die Plätze 2 bzw. 19.
Elton John spielte auf diesem Album keinen Flügel, sondern ein Roland RD-1000 Digital-Klavier. Pete Townshend steuert einen Gitarrenpart für Town of Plenty bei. An diesem Album wirkte zum letzten Mal Bassist Dee Murray mit; er starb 1992.

## Titelliste
1. Town of Plenty (Elton John, Bernie Taupin) – 3:40
2. A Word in Spanish (Elton John, Bernie Taupin) – 4:39
3. Mona Lisas and Mad Hatters (Part Two) (Elton John, Bernie Taupin) – 4:12
4. I Don’t Wanna Go On With You Like That (Elton John, Bernie Taupin) – 3:58
5. Japanese Hands (Elton John, Bernie Taupin) – 4:40
6. Goodbye Marlon Brando (Elton John, Bernie Taupin) – 3:30
7. The Camera Never Lies (Elton John, Bernie Taupin) – 4:37
8. Heavy Traffic (Elton John, Bernie Taupin, Davey Johnstone) (Elton John, Bernie Taupin) – 3:28
9. Poor Cow (Elton John, Bernie Taupin) – 3:50
10. Since God Invented Girls (Elton John, Bernie Taupin) – 4:39

### Bonustracks (CD-Wiederveröffentlichung Polygram International 1999)
1. Rope Around a Fool (Elton John, Bernie Taupin) – 3:48
2. I Don’t Wanna Go on with You Like That (Shep Pettibone Mix) (Elton John, Bernie Taupin) – 5:56
3. I Don’t Wanna Go on with You Like That (Just Elton and the Piano Mix) (Elton John, Bernie Taupin) – 4:37
4. Mona Lisas and Mad Hatters (Part Two) (The Renaissance Mix) (Elton John, Bernie Taupin) – 6:19

## Besetzung
- Elton John: Keyboards, Gesang, Harmonies, Backing Vocals
- Ray Cooper: Tamburin, Maracas, Timbales
- Freddie Hubbard: Trompete, Flügelhorn
- Davey Johnstone: Gitarren, Backing Vocals
- Fred Mandel: Synthesizer
- Charlie Morgan: Schlagzeug
- Dee Murray: Backing Vocals
- Nigel Olsson: Backing Vocals
- David Paton: Bass
- Pete Townshend: Gitarre
- Adrian Baker: Backing Vocals
- Bruce Johnston: Backing Vocals
- Carl Wilson: Backing Vocals

## Rezeption
Für Zounds. Das Musikmagazin ist es das zweitschlechteste Werk Johns. Es wurde mit 3 von 10 möglichen Punkten und der Zensur „mäßig“ versehen. Der deutsche Rolling Stone führte es in seiner Sammelrezension aller Elton-John-Alben in der Rubrik „Unter Niveau“ auf und vergab keine Wertungspunkte. Charlotte Robinson bedauerte auf popmatters.com, dass statt eines musikalischen Schnitts nur Wiederholungen zu hören seien. Im amerikanischen Rolling Stone konnte das Album immerhin 3 von 5 möglichen Punkten verzeichnen. Bei Allmusic werden nur 2 von 5 möglichen Punkten angezeigt. Der dortige Redakteur Stephen Thomas Erlewine fand, Reg Strikes Back plätschere vor sich hin. Werner Theurich meinte im Musikexpress: „Viel Routine, viel ehrbares Handwerk und keine Geniestreiche.“ Von den 7 zur Verfügung stehenden Punkten vergab er 3. Über 20 Jahre nach Erscheinen gestand John, er habe damals Drogenprobleme gehabt und damit sich selbst nicht im Griff. Das sei nicht ohne Auswirkung auf die Plattenproduktion geblieben.